# Spätkauf

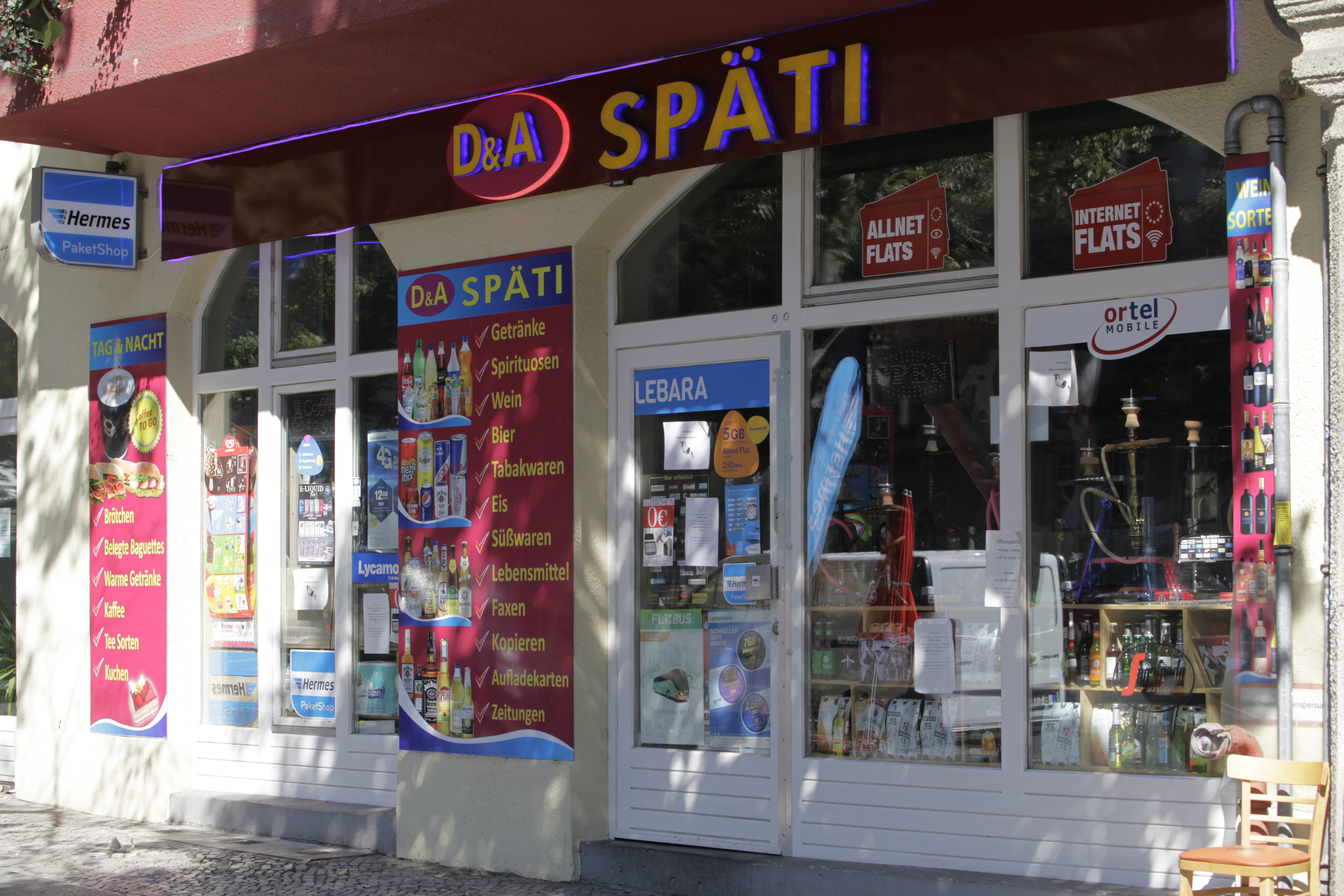
Spätkauf am Kaiserdamm in Berlin

Spätkauf oder Späti (kurz für Spätverkaufsstelle oder Spätverkauf) ist eine vor allem in Berlin und anderen ostdeutschen Städten wie Dresden und Leipzig gebräuchliche Bezeichnung für einen kleinen Laden, der außerhalb der üblichen Ladenöffnungszeiten geöffnet ist, häufig auch rund um die Uhr. Die Bezeichnung „Spätverkauf“ wurde in der DDR seit den 1950er Jahren gebraucht, die Bezeichnung „Spätkauf“ in West-Berlin seit den 1980er Jahren. Die Kurzform „Späti“ etablierte sich in Berlin nach der deutschen Wiedervereinigung, der Begriff „Späti“ wurde 2017 in den Duden aufgenommen.
In einem Spätkauf werden zumeist Getränke und Tabakwaren verkauft, aber auch Zeitschriften und Lebensmittel sowie Dinge des täglichen Bedarfs wie in einem Convenience Shop. Einige Spätverkaufsstellen bieten zudem Internetzugänge an, dienen als Postfiliale im Einzelhandel und ermöglichen den Genuss alkoholischer Getränke auf Biergarnituren vor dem Geschäft. Zahlreiche Internetcafés haben ihr Angebot seit der Einführung des mobilen Internets auf das Angebot eines Spätkaufs ausgedehnt. Die Läden werden meist von Familien türkischer, arabischer, vietnamesischer oder sonstiger asiatischer Herkunft betrieben und gelten als Bestandteil der Berliner Kiezkultur.
Unter anderen Bezeichnungen gibt es etwa  im Ruhrgebiet, im Rheinland, in Hannover, Hamburg und in Frankfurt am Main ähnliche Geschäfte mit erweiterten Öffnungszeiten.  
Seit dem Ende der Sonntagsöffnung 2016 ist die Zahl der Spätverkauf-Geschäfte in Berlin rückläufig. Laut der 2016 gegründeten Interessenvertretung „Berliner Späti e. V.“ mussten seither etwa 800 Spätverkaufsstellen schließen. Um 2012 habe es etwa 2000 Spätkauf-Geschäfte gegeben.

## Geschichte

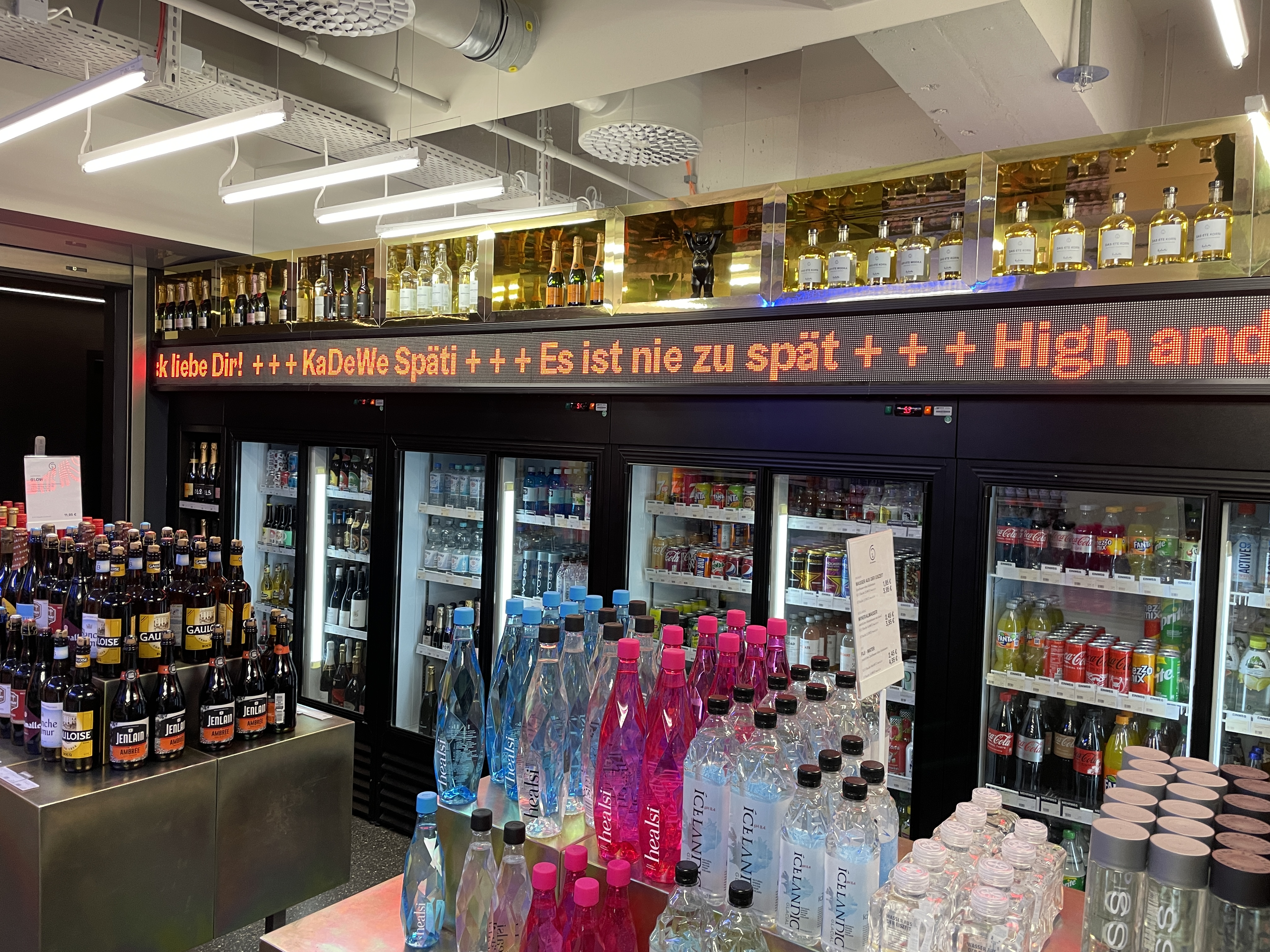
„Späti“ in der Lebensmittelabteilung des KaDeWe, 2023

Sogenannte Früh- und Spätverkaufsstellen (kurz: „Spätverkauf“ oder „Früh und Spät“) entstanden in den 1950er Jahren in der DDR und dienten der Versorgung von Schichtarbeitern mit grundlegenden Lebens- und Genussmitteln. In den meisten Fällen waren es normale Lebensmittelläden der HO oder des Konsums mit lediglich abweichenden Öffnungszeiten. Während alle regulären Läden um 18 Uhr schlossen, hatten Spätverkäufe bis 19 oder 20 Uhr geöffnet, in seltenen Fällen und in größeren Städten auch darüber hinaus. Je nach örtlicher Notwendigkeit schlossen Spätverkaufsstellen bereits um 18:30 Uhr oder öffneten als Frühverkauf vor den üblichen Ladenöffnungszeiten. Nach der politischen Wende wurde der bereits im ehemaligen West-Berlin verwendete Begriff „Spätkauf“ für Geschäfte mit wesentlich längeren Öffnungszeiten übernommen. Der Begriff „Späti“ wird inzwischen auch in süddeutschen Städten wie München und Stuttgart verwendet. 2019 wurde auf der Lebensmitteletage des KaDeWe eine als „Späti“ bezeichnete Abteilung eröffnet.

## Rechtlicher Status und politische Debatten

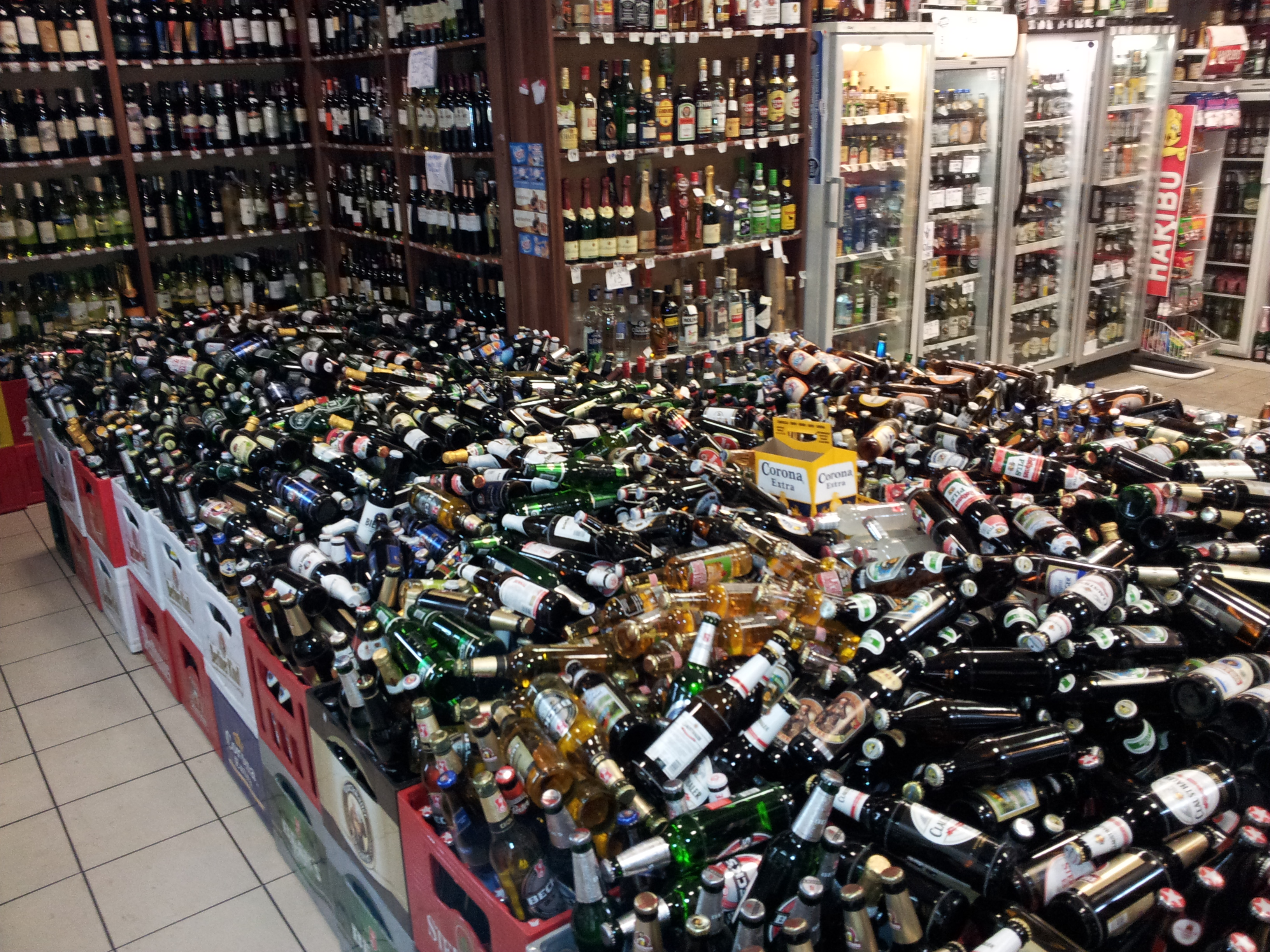
Grabbeltisch in einem Spätkauf in Berlin, 2011

Entgegen der üblichen Praxis von Spätverkäufen dürfen sonntags zwischen 7 und 16 Uhr laut dem Berliner Ladenschlussgesetz nur Blumen, Printmedien, Backwaren und Milchprodukte verkauft werden. Touristische Angebote und Getränke dürfen sonntags nur zwischen 13 und 20 Uhr angeboten werden. Der Verkauf von Alkohol ist sonntags nicht erlaubt.
Im März 2012 zeigte ein Anwohner aus Prenzlauer Berg 48 Geschäfte, die gegen das Ladenschlussgesetz verstießen, beim Berliner Ordnungsamt an. Über mehrere Händler wurden daraufhin Bußgelder zwischen 150 und 2500 Euro verhängt. Der Spätkauf Kollwitz 66 wurde später mit einer Gegenkampagne auffällig, bei der er Name und Telefonnummer des Anzeigenden am Geschäft aushängte und auch bei Facebook veröffentlichte.
In einem Radiointerview erklärte der Berliner Stadtrat Torsten Kühne, dass das Ordnungsamt jedem Verstoß gegen das Ladenschlussgesetz selbst auf den Grund gehen müsse. Dafür fehlten beim Berliner Ordnungsamt jedoch die Mittel.
Im Oktober 2012 setzte sich die CDU in Pankow für eine Gesetzesänderung ein, die die Berliner Spätverkaufstellen legalisiert hätte. Diese scheiterte allerdings.
Auf der Internetseite change.org wurde im Juni 2015 eine Petition mit dem Hashtag #RettetdieSpätis gestartet, die eine Anpassung des Ladenschlussgesetzes anstrebt und Spätkäufe mit Tankstellen und Bahnhofsgeschäften gleichstellen möchte. Wegen Verstößen gegen das Sonntagsverkaufsverbot seien 2015 im Bezirk Friedrichshain-Kreuzberg gegenüber Spätkauf-Betreibern Bußgelder in Höhe von 35.000 Euro und im Bezirk Neukölln Bußgelder in Höhe von 70.000 Euro verhängt worden. Bündnis 90/Die Grünen forderten eine Ausnahmeregelung für Spätkäufe an Sonntagen für einige Stunden, was durch die Regierungsparteien SPD und CDU jedoch nicht unterstützt wurde. Der Abgeordnete der Piratenfraktion Martin Delius stellt den Vorschlag zur Diskussion, Spätkäufe zu Ladestationen für Pedelecs umzufunktionieren, wodurch sie rechtlich mit Tankstellen gleichgestellt werden könnten.
Einem im Bezirk Charlottenburg-Wilmersdorf ansässigen Spätverkauf wurde 2016 vom zuständigen Bezirksamt unter Androhung eines Zwangsgeldes von 1500 Euro untersagt, an Sonntagen zu öffnen. Nachdem die Inhaberin vor dem Verwaltungsgericht Berlin geklagt hatte, entschied das Gericht im Mai 2019, Berliner Spätverkäufe müssten sonntags grundsätzlich geschlossen bleiben. In der Begründung heißt es, „Spätis“ führten in ihrem Sortiment Produkte des alltäglichen Bedarfs und seien auf die unspezifische Versorgung der näheren Umgebung ausgerichtet. Damit fielen die Geschäfte nicht unter eine entsprechende Ausnahmeregelung im Berliner Ladenöffnungsgesetz für touristische Läden. Laut einer Auskunft der Interessenvertretung „Berliner Späti e. V.“ 2022 mussten seit dem Ende der Sonntagsöffnung etwa 800 Spätverkaufsstellen schließen.

## Ähnliche Geschäfte

### Trinkhalle, Kiosk und Büdchen
Während in manchen Orten die kleinen Läden mit langen Öffnungszeiten unbekannt sind, gibt es unter der Bezeichnung Trinkhalle, Kiosk oder Büdchen vor allem im Ruhrgebiet, Rheinland, in Hannover, in Hamburg und in Frankfurt am Main dem Spätkauf vergleichbare Einrichtungen. Ursprünglich waren auch Geschäfte verbreitet, bei denen Kunden außen an ein Fenster traten, inzwischen sind aber kleine Ladenlokale üblich. Auch diese erfüllen neben dem reinen Verkauf eine Rolle als „sozialer Raum“ oder als Ort der städtischen Party- und Ausgehkultur. Allein in Köln existieren rund 1000 Büdchen. Die Einrichtungen sind Teil der Stadtkultur, Forschungsobjekte, Ziel von Stadtführungen, Publikationen sowie Fotomotive für Wandkalender.

### Außerhalb Deutschlands

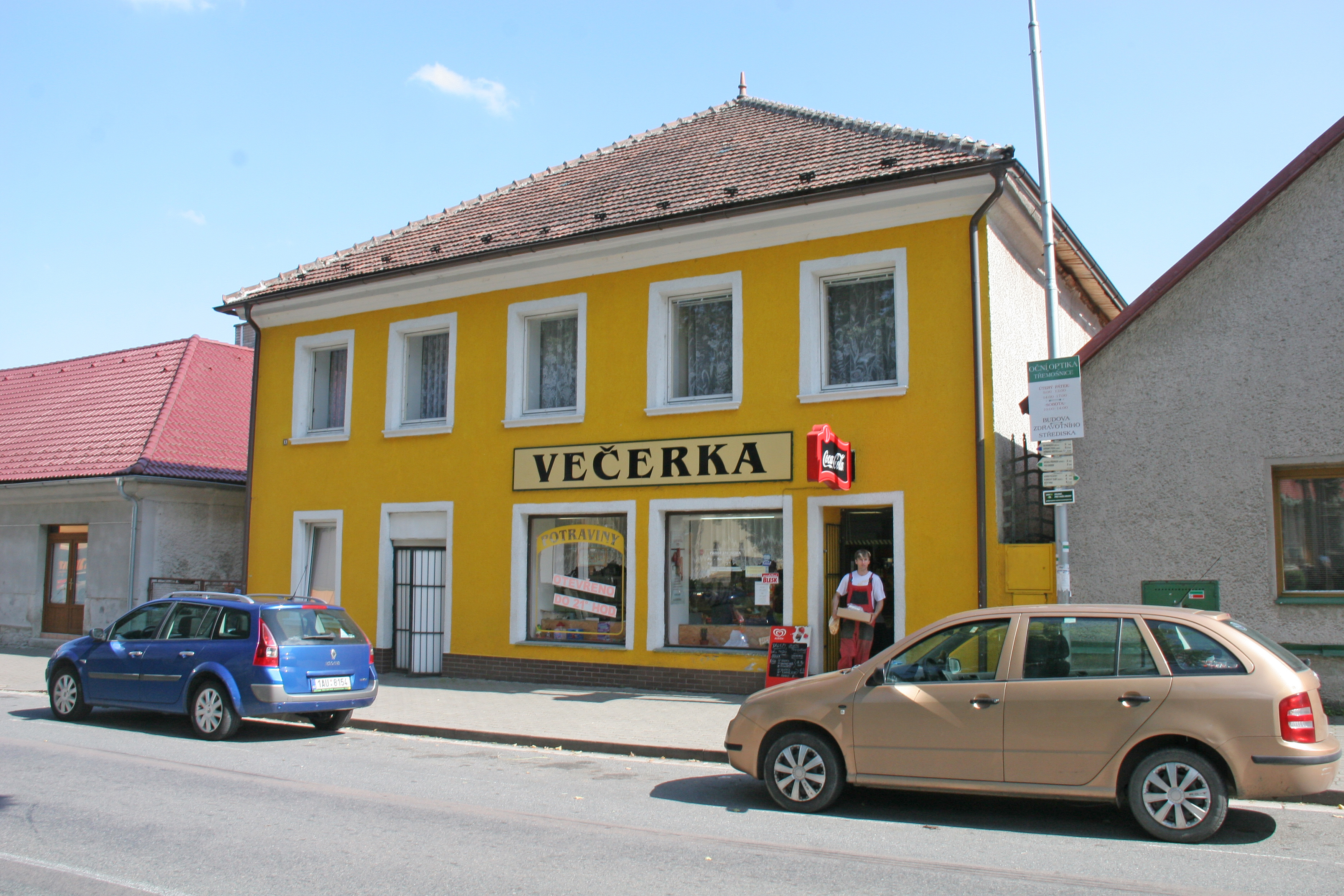
„Večerka“ in Setsch

In Tschechien werden ähnliche Läden als „večerka“ („Abendladen“) bezeichnet. In Frankreich werden mit dem Spätkauf vergleichbare Läden vorwiegend von arabischstämmigen Händlern betrieben. In Griechenland sind ähnlichartige, sogenannte „Peripteros“ verbreitet. In New York gab es früher rund 1500 „Newsstands“, die neben Zeitungen ebenfalls Getränke, Süßigkeiten oder Tabakwaren verkauften, oft durch ein Fenster oder eine Durchreiche. Inzwischen ist deren Zahl auf 300 gesunken, die meisten davon gibt es in Manhattan.
In Madrid werden mit dem Spätkauf vergleichbare Läden, die eine begrenzte Auswahl an Lebensmitteln, Snacks und Toilettenpapier anbieten und meist rund um die Uhr und an allen Tagen im Jahr geöffnet haben, „chinos“ genannt, weil sie häufig von asiatischen Einwanderern betrieben werden. Eine Untersuchung des Ministerio de Industria, Turismo y Comercio zählte 2007 in ganz Spanien 16.000 „chinos“ und „todo a cien“-Läden (vergleichbar sogenannten Sonderpostenmärkten), von denen tatsächlich 26 % von Chinesen geführt wurden, die seit weniger als zehn Jahren in Spanien lebten.

## Englische Übersetzungen und alternative Bezeichnungen
Für den Begriff „Spätkauf“ werden in Berlin verschiedene englische Übersetzungen und Scheinanglizismen verwendet: „Late Night Shop“, „Late Shop“, „Late Buying“, „Late Shopping“, „Night Shop“, „Nightstore“ oder „All in one Shop“. Verwendet wird auch die Bezeichnung „Spätshop“ und „Internetcafé“.

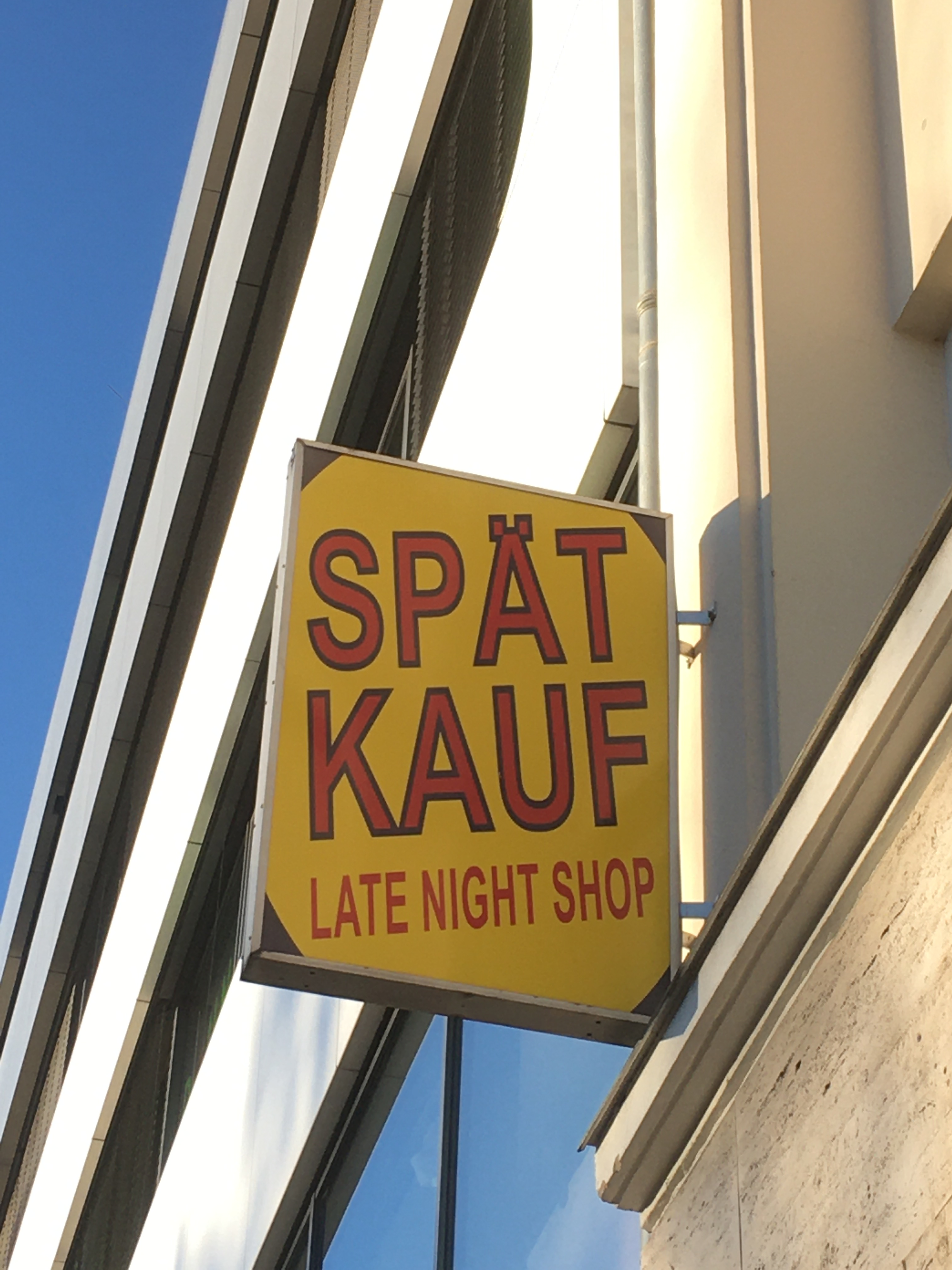
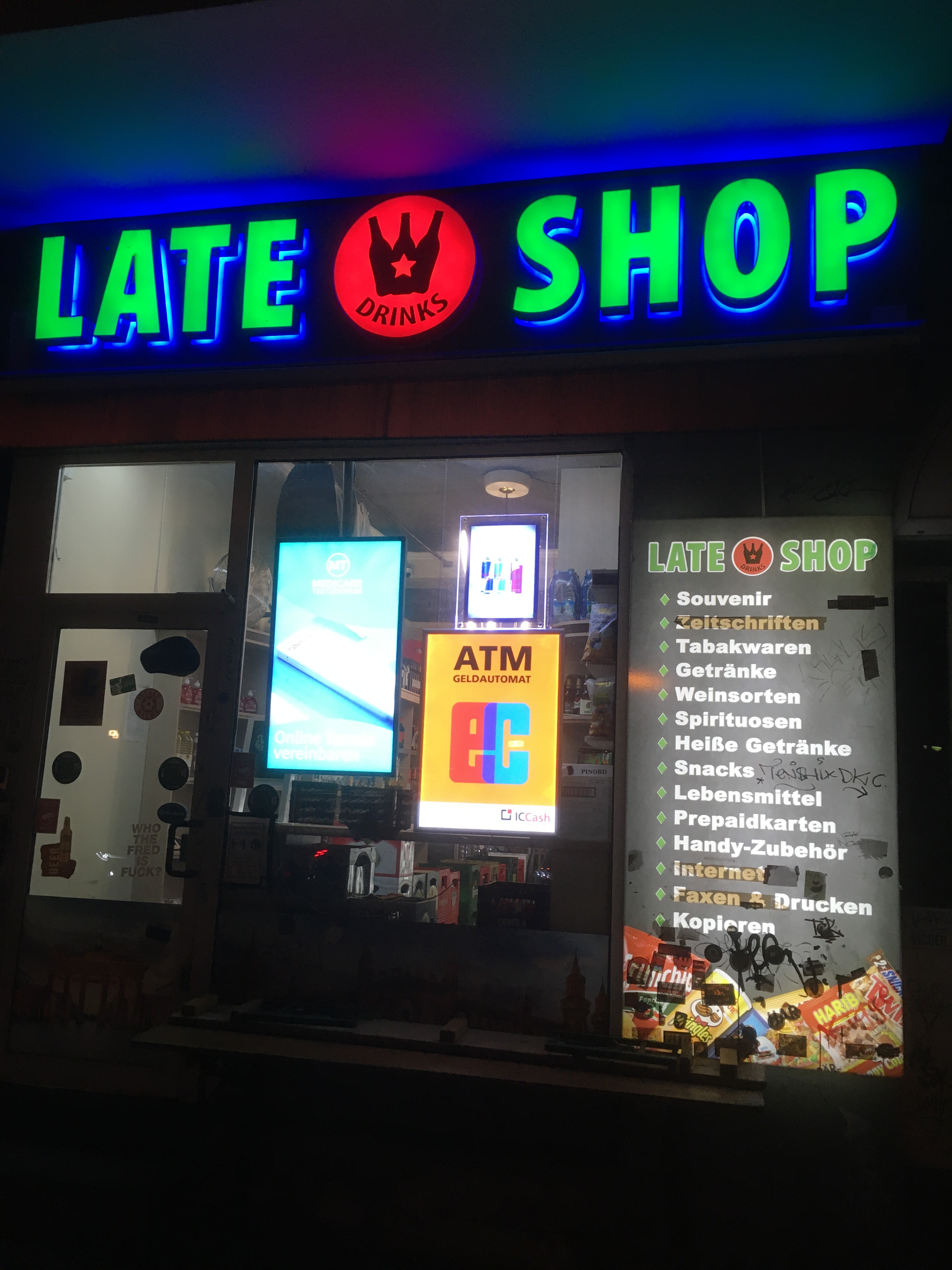
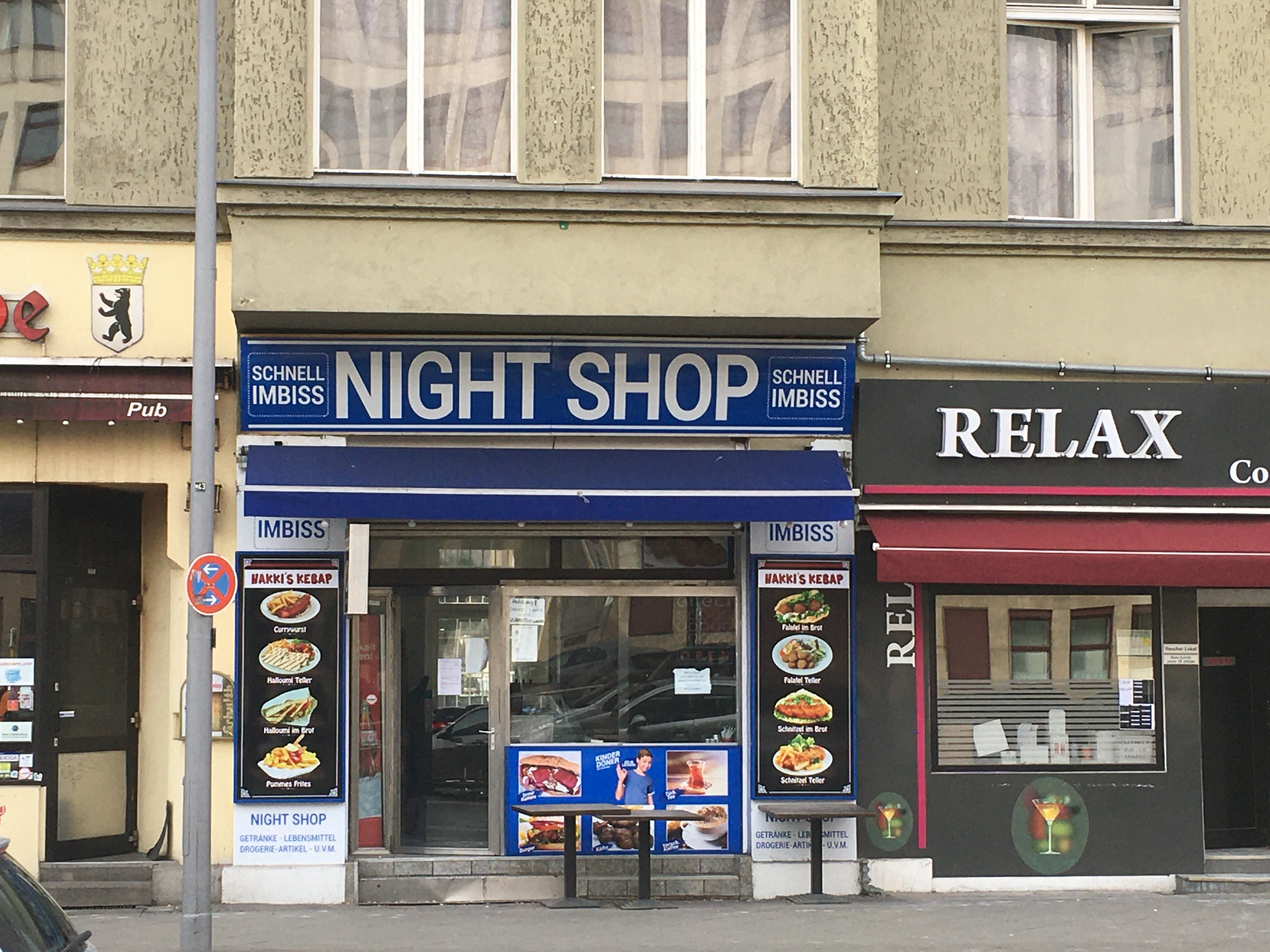
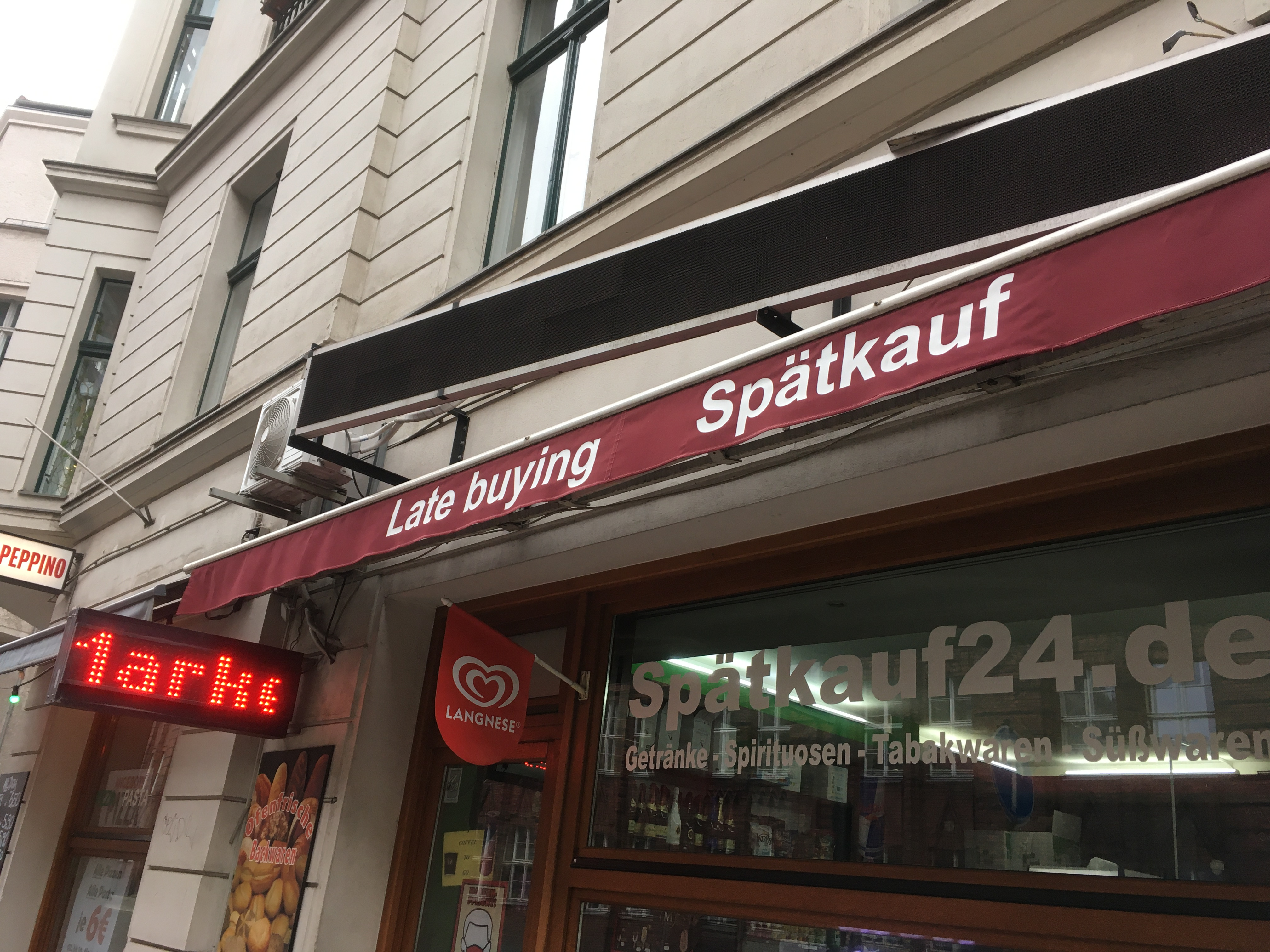
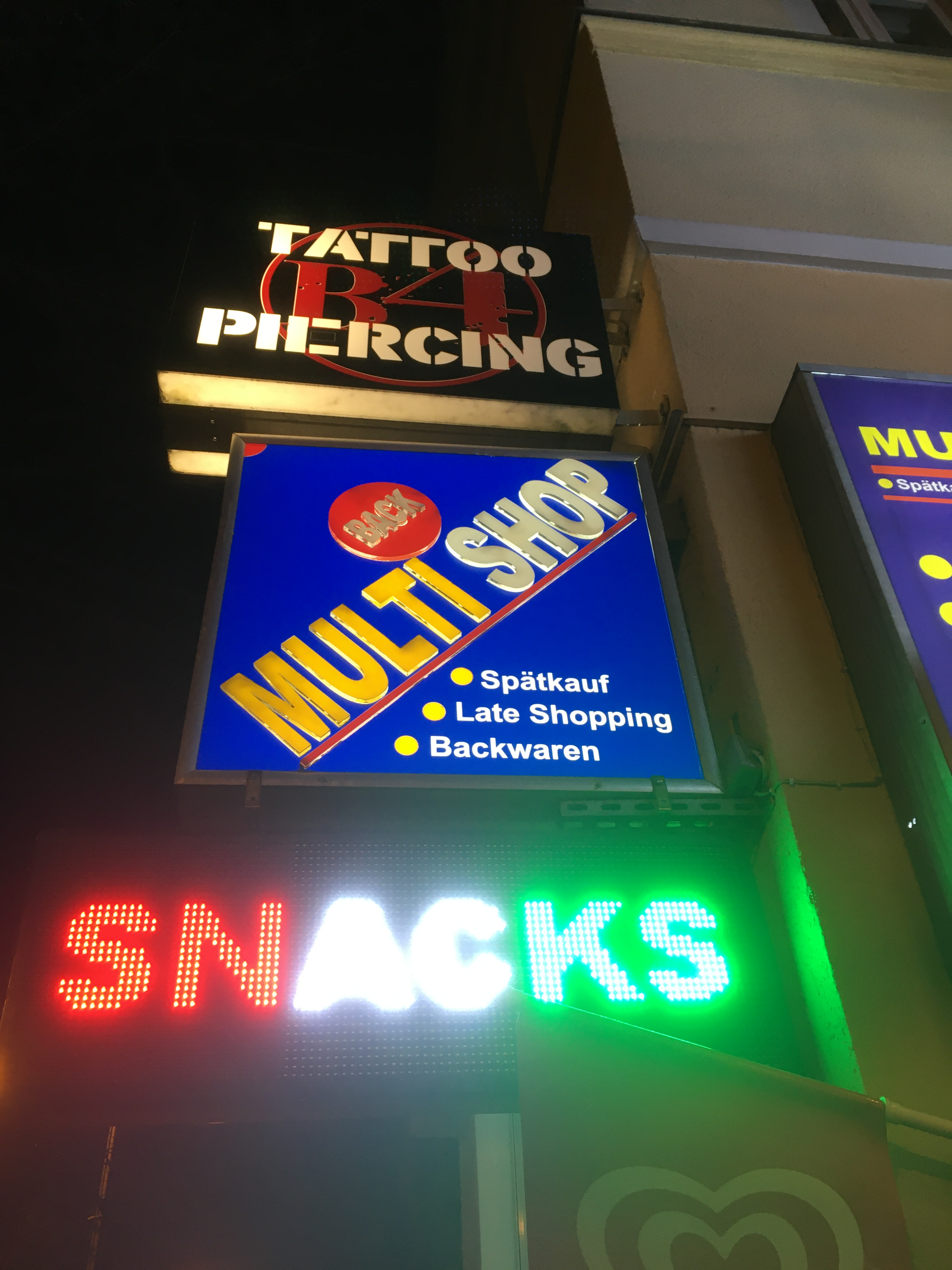
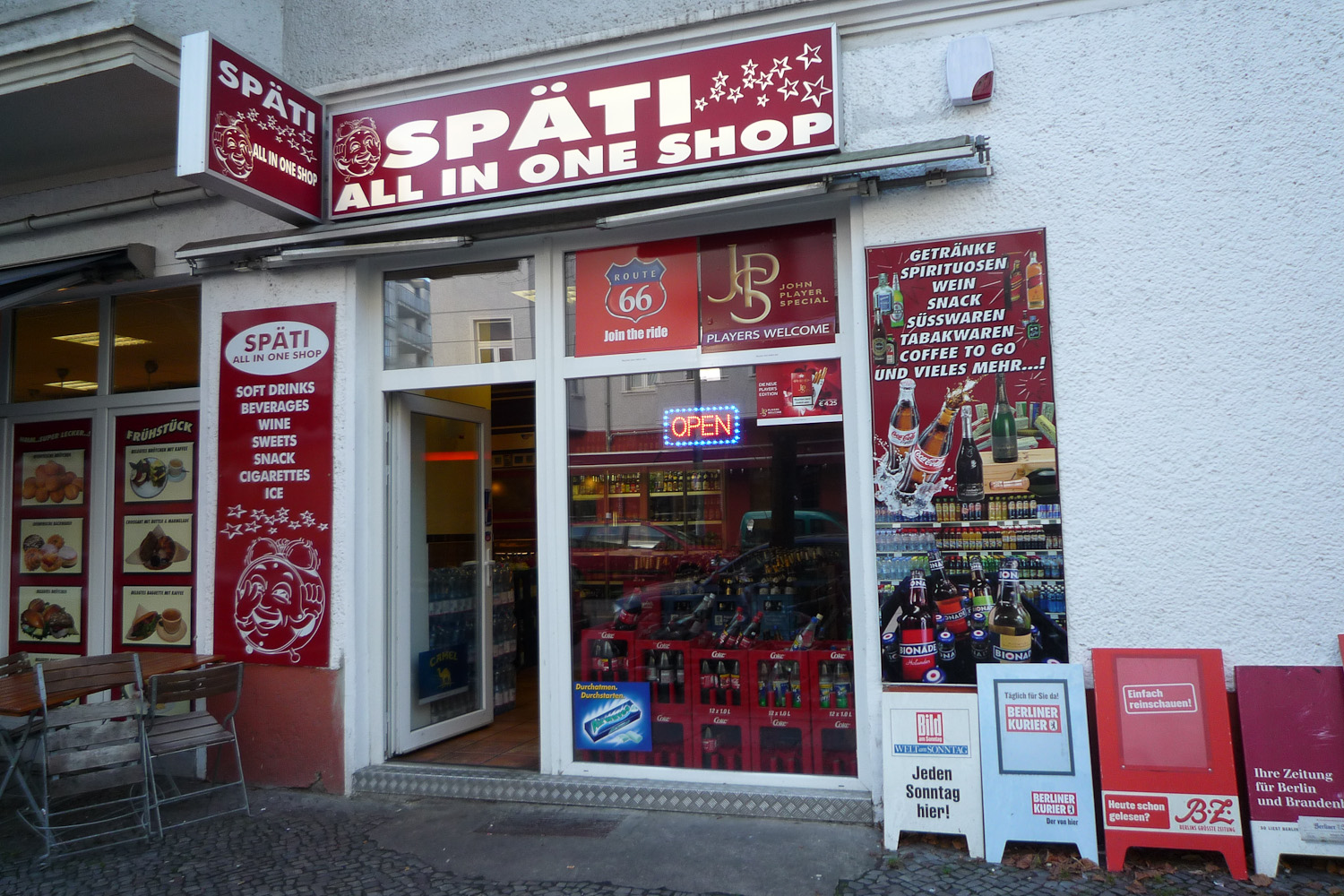
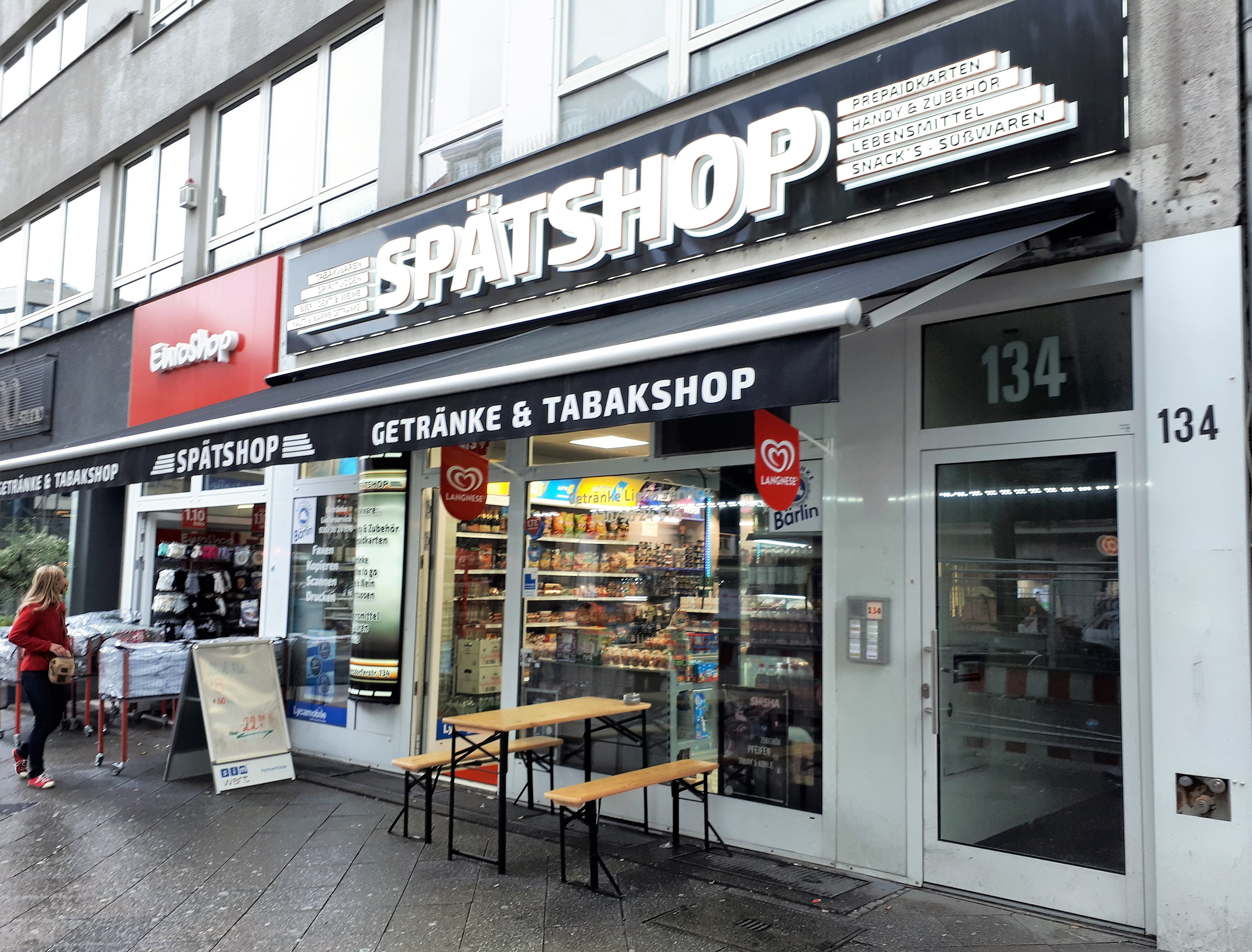
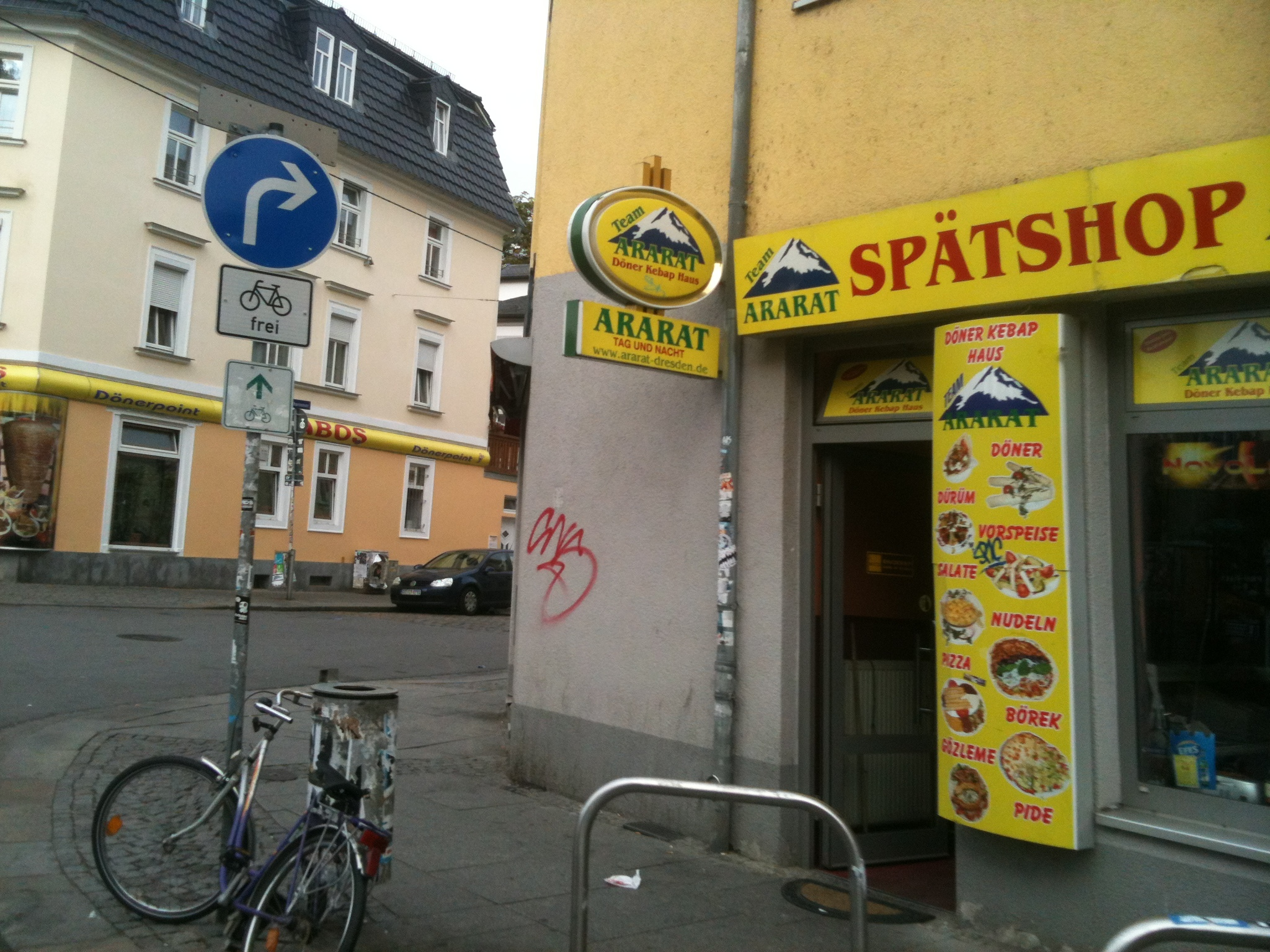
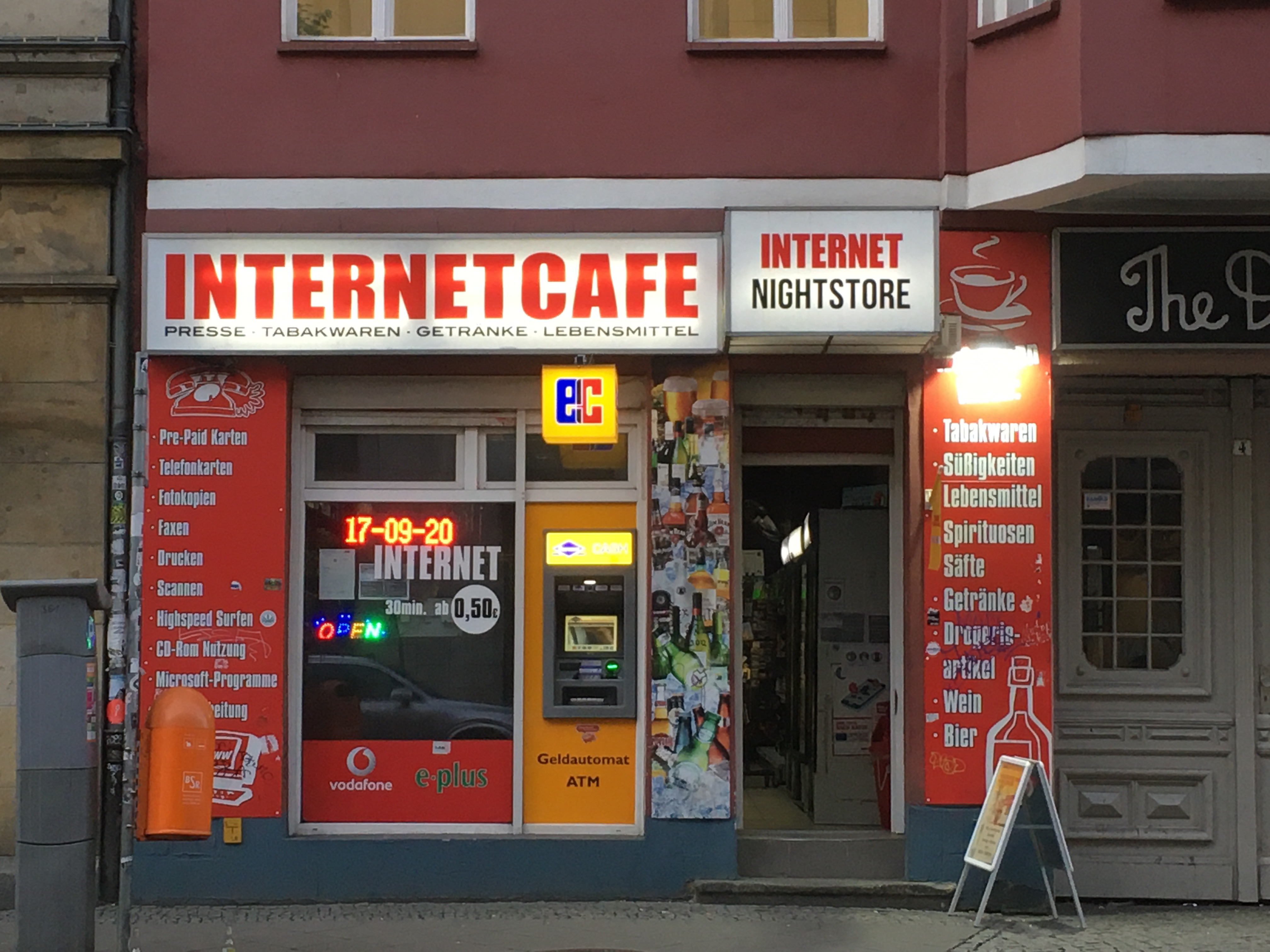
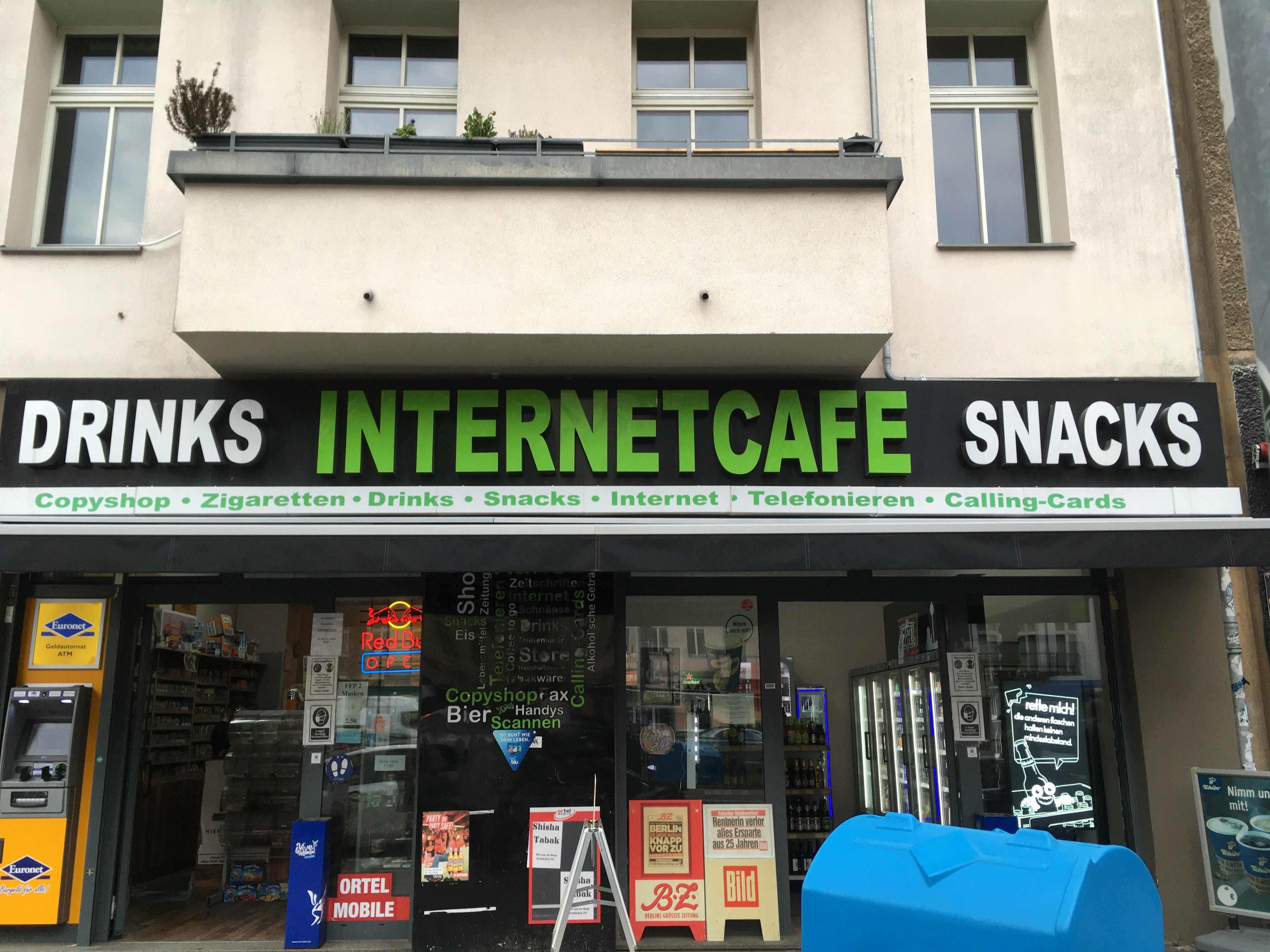

## Rezeption in der Kultur
2025 wurde die Serie Späti von Wilson Gonzalez Ochsenknecht im ZDF gezeigt.